# Really Don't Like U
"Really Don't Like U" (estilizada em maiúsculas e minúsculas ) é uma música da cantora e compositora sueca Tove Lo, com a participação da cantora australiana Kylie Minogue. Foi lançada em 6 de setembro de 2019, como o quarto single do quarto álbum de estúdio de Lo, Sunshine Kitty (2019). A música foi escrita por Lo, Caroline Ailin e seu produtor Ian Kirkpatrick. "Really Don't Like U" é uma música eletropop com influências da música ambiente, disco, synthpop e electro, com suas letras discutindo sentimentos de traição e antipatia em relação ao novo amante de um ex.

## Antecedentes e composição
"Really Don't Like U" foi escrita por Lo, Caroline Ailin e seu produtor Ian Kirkpatrick. Lo explicou como a música se concretizou, afirmando que conheceu Minogue em Hong Kong em um evento da AmfAR e manifestou interesse em ambas colaborarem uma faixa. Ambas tinham agendas bastante ocupadas, então não podiam compartilhar nenhum tempo de estúdio juntas. Lo então enviou a música para Minogue, que decidiu participar. "Really Don't Like U" foi anunciada em agosto de 2019, como parte da lista de faixas de seu quarto álbum, Sunshine Kitty. Em um comunicado à imprensa para o single, Minogue comentou que sua colaboração "aparentemente surgiu do nada", mas foi o "momento perfeito". Lo também afirmou:
| “ | Mesmo agora, eu ainda não acredito que Kylie está na [música]. Kylie e eu nos conhecemos no ano passado em um evento da amFAR em Hong Kong. Quando ela disse que queria trabalhar comigo, fiz uma anotação mental séria! Eu não poderia estar mais emocionada e honrada por ter alguém que eu amo e respeito tanto nessa faixa. | ” |

Em entrevista ao The Sydney Morning Herald, Tove declarou: “É sobre o sentimento que você tem quando está em uma festa e seu ex entra com sua nova garota ou cara, e você coloca todo o seu ódio nessa nova pessoa que não tem nada a ver com isso. Você pode dançar, mas tem um pouco de melancolia… Estou tão animada com isso, é um grande momento para mim.”
A faixa foi gravada nos estúdios Zenseven Studios em Tarzana, Califórnia, EUA, MXM Studios em Los Angeles, EUA e SARM Studios em Londres, Reino Unido.
A música dura três minutos e 45 segundos. Os críticos musicais descreveram "Really Don't Like U" como uma mistura de vários subgêneros de música eletrônica, incluindo electropop, música ambiente, disco, synthpop, electro, eurodance e R&B. A produção "furtiva" é baseada em uma batida eletrônica mínima, enquanto a dupla canta juntas no refrão: "Eu sei que não tenho esse direito / Eu sei que não tenho esse direito / Realmente, eu simplesmente não gosto de você". Liricamente, a música discute os sentimentos de ver um ex com outra garota em uma festa.

## Lançamento e capa
"Really Don't Like U" foi lançada como quarto single do quarto álbum de estúdio de Lo, Sunshine Kitty, pela Republic Records em 6 de setembro de 2019. A arte da capa mostra uma mão segurando algemas brilhantes sobre um fundo rosa de seda e apresenta uma forma de coração de amor contendo os logotipos das cantoras e vários ícones.

## Recepção critica

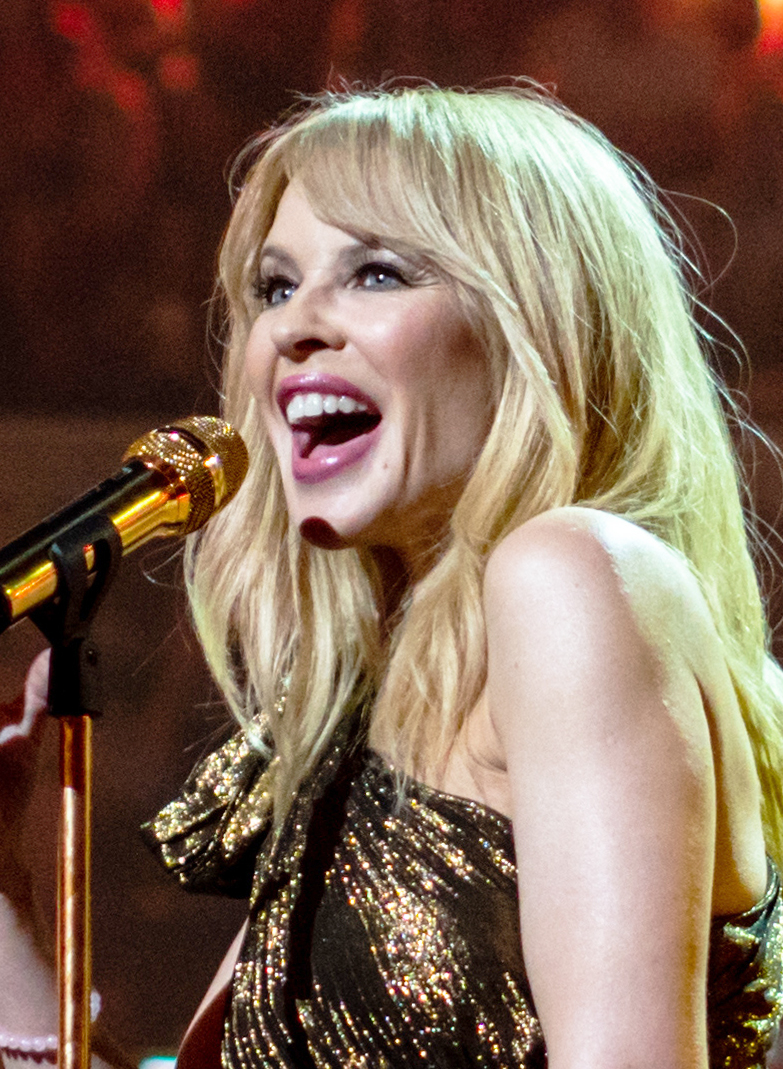
"Really Don't Like U" foi gravada como resultado da reunião de Lo e Minogue (foto) em Hong Kong e discutindo uma colaboração

A música recebeu elogios da crítica por parte da crítica musical. Mike Wass, do Idolator, disse que "Really Don't Like U" é um "bop eletro-pop cintilante", elogiando a música por discutir "um tema muito relacionável". Emily Zemler, da Rolling Stone, descreveu a música como um "número pop ambiente". Ela comentou que "os vocais arejados da dupla se fundem no refrão". Um editor da Out chamou a colaboração de "excelência pop", afirmando que a música "desconstrói o ódio entre meninas e ainda reconhece que só porque sabemos que um comportamento está errado não significa que podemos parar de fazê-lo". Shaad D'Souza, do The Fader, chamou a música de "uma faixa tipicamente astuta e caótica da artista pop sueca".

## Videoclipe
O vídeo da letra de "Really Don't Like U" foi enviado ao canal oficial de Lo no YouTube em 13 de setembro. O vídeo foi filmado em Londres e Praga e começa com "as duas mulheres ansiosamente ficando em seus apartamentos para evitar confrontos". Cenas de Lo andando por várias ruas e Minogue cantando a música em um microfone em um bar são apresentadas mais tarde, com "legendas líricas no estilo do estande de karaokê" exibidas na tela.

## Créditos e pessoal
Gestão
Publicado pela UMG e Universal Music AB — administrado por BMG Rights Management (ASCAP) e Warner Chappell
Créditos retirados do YouTube.
Pessoal
- Tove Lo — artista principal, compositora, letrista, vocais de fundo
- Kylie Minogue — artista convidada, voz
- Caroline Ailin — compositora, letrista
- Ian Kirkpatrick — produtor, compositor, letrista
- John Hanes — mixagem
- Serban Ghenea — mixagem
- Chris Gehringer — masterização

Créditos da música adaptados do Tidal.
Vídeo de música
- Thomas English — diretor
- Natalie O’Moore — diretora
- Lauren Dellara — editora
- Garrett Guidera — pós-produção
- Chris Steel — extrator de foco
- Barry Keegan — autor
- Josh Woods — faísca
- Gentilhomme — animação do título

Créditos retirados do YouTube.

## Desempenho nas paradas musicais
| País — Tabela musical (2019)       | Melhor posição |
| ---------------------------------- | -------------- |
| Nova Zelândia (Hot Singles – RMNZ) | 37             |
| Reino Unido (UK Download – OCC)    | 74             |

## Histórico de lançamento
| Região | Data            | Formato                    | Gravadora | Ref.          |
| ------ | --------------- | -------------------------- | --------- | ------------- |
| Várias | 6 setembro 2019 | Digital download streaming | Republic  | [ 19 ] [ 20 ] |